# El abuelo (película de 1925)
El abuelo es una película española de cine mudo, rodada en 1925 y dirigida por José Buchs. Fue producida por Film Linares. Es la primera adaptación cinematográfica de la obra homónima del escritor Benito Pérez Galdós. Posteriormente, tanto Román Viñoly Barreto, como Rafael Gil y José Luis Garci rodaron nuevas versiones.
En su reparto la película cuenta con los actores: Modesto Rivas, Doris Wilton, Celia Escudero, Arturo de la Riva, María Comendador, Ana de Leyva y Alejandro Navarro.
Fiel a la obra en la que se basa, El abuelo, cuenta la historia de Don Rodrigo de Arista y Potestad, conde de Albrit, que tras pasar varios años en el Perú regresa a España para tratar de recuperar unas minas de oro que pertenecieron a su familia.